# 宮内里砂
宮内 里砂（みやうち りさ、1月29日 - ）は、日本の女性声優。以前はネクシードに所属していた。東京都出身。

## 出演作品

### 吹き替え
- アフロ忍者（ユウコ）
- AUTUMN（テレビ女性）
- E!!!（ジェン）
- サイボーグ・シティ
- スーパーエージェント 美女奪還大作戦!!（秘書）
- タイタニック2012（マデレン）
- Bee-TVミスコン殺人事件〜プロムクィーン〜（ダニカ）
- 美女&野獣（村の女）
- ボーンキッカーズ 考古学調査班Ep5・6（母親A）
- 香港テロ対策ユニット CTU
- メガ・シャークVSクロコザウルス（レガット）

### ゲーム
- すぷりむ（フェイスブック用アプリ）

### ドラマCD
- つくものがたりドラマCD-Boys Side-野郎がたり（妖・母親）

### 舞台
- Fish Tale!!（瑠璃垣）
- ICQ!!（五本木アリサ）[1]